# 劉啓先
劉啓先（1542年—1623年），字士元，号後如，山東登州府寧海州文登县軍籍。明朝政治人物、進士出身。

## 生平
隆慶四年（1570年）庚午科山東鄉試第二十八名舉人，不久其母病故，启先哀毁骨立，言不露齿三年。其弟刘启运、刘启明皆早亡，所遗子女，启先均抚如己出。家居读书，设馆教授生徒。十七年（1589年）登己丑科進士，授行人司行人，奉命册封赵藩。擢户部主事，升员外郎。以事谪陳州佐，改知鄧州，再谪两淮运判，转怀庆府同知。治水救灾，卓有政声，升南户部浙江司员外郎，四十年升江西司郎中，四十四年出守江西瑞州府知府，不久即告归故里。天启三年 (1623) 卒于家，享年八十有二。著有 《春秋说约》 《蛩音陋室稿》 《新元集》等。今多散失。

## 家族
曾祖劉隆。祖父劉玳，府照磨。伯祖父刘瑜弘治三年进士。父劉若懇。
原配邵家山王氏，诰赠宜人，例晋恭人，生三子：颐恬、颐存、颐恒。颐恒，字现六，由例贡任天启年间鸿胪寺序班。侧室曲氏生四子。毕氏生一子六女。次女适遵义府知府常三锡。三女适庠生丛思宏，其子为乙未年进士句容县知县丛大为。